# La Sadies
La:Sadie’s – japoński zespół z nurtu visual kei, w wyniku jego rozpadu powstał Dir En Grey. Rozpoczął działalność w 1995 r. W początkowy skład wchodzili: Kyo (wokal), Kisaki (gitara basowa) i Shinya (perkusja). Do współpracy zwerbowali Shio (który wcześniej grał w tym samym zespole co Kisaki) oraz Die'a. Shio dość szybko opuścił zespół, a jego miejsce zajął KAORU. W tym składzie zaczęli nagrywać materiał.
Kisaki opuścił La:Sadie’s z początku 1997 roku. Zespół oficjalnie rozpadł się 15 stycznia 1997. Powodem rozpadu było prawdopodobnie nieporozumienie między Kisaki'm a resztą zespołu. Basista chciał pozostać niezależny, gdy pozostali zamierzali przejść na major.

## Muzycy
- Kyo – wokalista.
- Die – gitarzysta.
- Kaoru – gitarzysta, wstąpił do La:Sadie's w 1996.
- Shio – gitarzysta, odszedł od grupy niedługo po dołączeniu KAORU.
- Kisaki – basista i lider zespołu. Po rozpadzie wstąpił do MIRAGE.
- Shinya – perkusista.

## Dyskografia

### Single
- objexxx (1996)
- Lu:Ciel (1997)

### Dema
- Nokosareta Kioku no Monogatari (1996)
- Kakuu to Genjitsu... (架空ト現実…, 1996)
- Kaerazaru Kioku... (還ラザル記憶…, 1996)
- Seimei no Tsumi... (生命ノ罪…, 1996)
- Furan Yue ni... (腐乱ユエニ…, 1996)
- Juujika ni Sasageru Yume... (midori) (十字架ニ捧ゲル夢… (緑), 1996)
- Juujika ni Sasageru Yume... (ao) (十字架ニ捧ゲル夢… (青), 1996)
- Juujika ni Sasageru Yume... (aka) (十字架ニ捧ゲル夢… (赤), 1996)
- Seimei no Tsumi (生命ノ罪…, 1996)
- Norowareta Rakuen no Kage... (呪ワレタ楽園ノ影…, 1996)

### Omnibusy
- DEAD ONE 2Shuunen Kinen (DEAD ONE 2周年記念～オムニバス･デモ～, 1996)